# Elephants Dream
Elephants Dream (Elefanter drømmer) er navnet på den første officielle Open Source-film, som altså kun er lavet med Open Source-software; heriblandt programmet blender 3D. Og derfor kan den ændres som man vil, både med lydspor, stemmer og det computeranimerede. Produktionsfilerne findes på DVD'en der kan købes fra blender.org, eller downloades gratis fra ElephantsDream.org. Også filmen kan downloades i fuld HD fra den officielle hjemmeside.
Filmen havde premiere den 24. marts 2006 online og gratis, men kan købes som DVD over nettet fra blender.org. Den kan købes i fuld 1080 HD (opløsning: 1920x1080) og kan ses på YouTube, også i 1080.

## Plot og forklaring
Elephants Dream handler om de to personer Emo og Proog, som er havnet i en syg og abstrakt verden, der kun bliver refereret til som "Maskinen" af Proog. Hele "Maskinen" er skabt som et kæmpe urværk og er fyldt med originale og fantastiske idéer og koncepter.
Historien handler om, at Proog har skabt sin egen mærkværdige verden i sit hoved og fantasi. Han har tænkt sig at vise den til Emo, men Emo bliver nervøs og bange for det hele, og længes efter virkeligheden. Faktisk så meget, at han begynder at synes, at den ældre Proog er en syg mand. Pludselig kommer han til at forvrænge verdenen og skabe stærke tentakler, der breder sig over det hele. Til sidst bliver Proog så desperat, at han slår Emo ned og forvrængningen forsvinder.
Det er en temmelig forvrænget historie allerede – især fordi det plejer at være yngre mennesker, som Emo, der har en livlig og ekstraordinær fantasi, og ikke ældre mennesker, som Proog, der plejer at afvise sådanne fantasier som vanvid og idiotisk nonsens.
Da filmen blev udgivet, blev den meget kritiseret for sin mærkværdige og besynderlige historie og landskab og terræn. Men det blev hurtigt efter forklaret af instruktøren Bassam Kurdali, hvad filmens budskab er.